# 의성남부국민학교 비봉분교
의성남부국민학교 비봉분교는 대한민국 경상북도 의성군 의성읍 비봉리에 있었던 국민학교 분교이다.

## 연혁
- 일자미상 비봉국민학교 설립 인가
- 1946년 9월 1일 비봉국민학교 개교
- 1991년 3월 1일 의성남부국민학교 분교장 격하 편입
- 1995년 3월 1일 폐교 및 의성남부국민학교 통폐합